# هواپیمایی معراج
هواپیمایی معراج یکی از شرکت‌های هواپیمایی خصوصی کشور ایران است که در سال ۱۳۸۹ با مجوز سازمان هواپیمایی کشوری تأسیس گردید. دفتر اصلی این شرکت در تهران قرار دارد.

## نشانه سازمانی
نشان هواپیمایی معراج ترکیبی است از دایره با دو بال نمادین به مفهوم پرواز و استفاده از رنگ‌های آبی و قرمز که رنگ سازمانی این هواپیمایی است.
دایره در وهله اول نقطه‌ای است گسترش یافته و سمبولیسم در برگیرنده مفاهیم حرکت، کمال و یکپارچگی. دایره همچنین نمادی از حرکت و زمان است، در عین حال نمادی است از آسمان و حرکت اجسام سماوی در حول محوری دوار. رنگ آبی به معنای آرامش و لذت بردن، می‌توان این‌گونه گفت خشنودی از آرامش همراه با لذت بردن از آن. قرمز نماد زندگی است و رنگی است درای کشش، قدرت و انرژی مثبت و ترکیب این دو رنگ یکی از محبوبترین ترکیب‌ها را ایجاد می‌کند. دلیل انتخاب این آرم برای هواپیمایی معراج اینست که این نشانه مفهوم حرکت، آرامش، لذت بردن، زندگی و انرژی مثبت را در پرواز نشان می‌دهد و در نهایت به شعار سازمانی هواپیمایی معراج اشاره دارد.

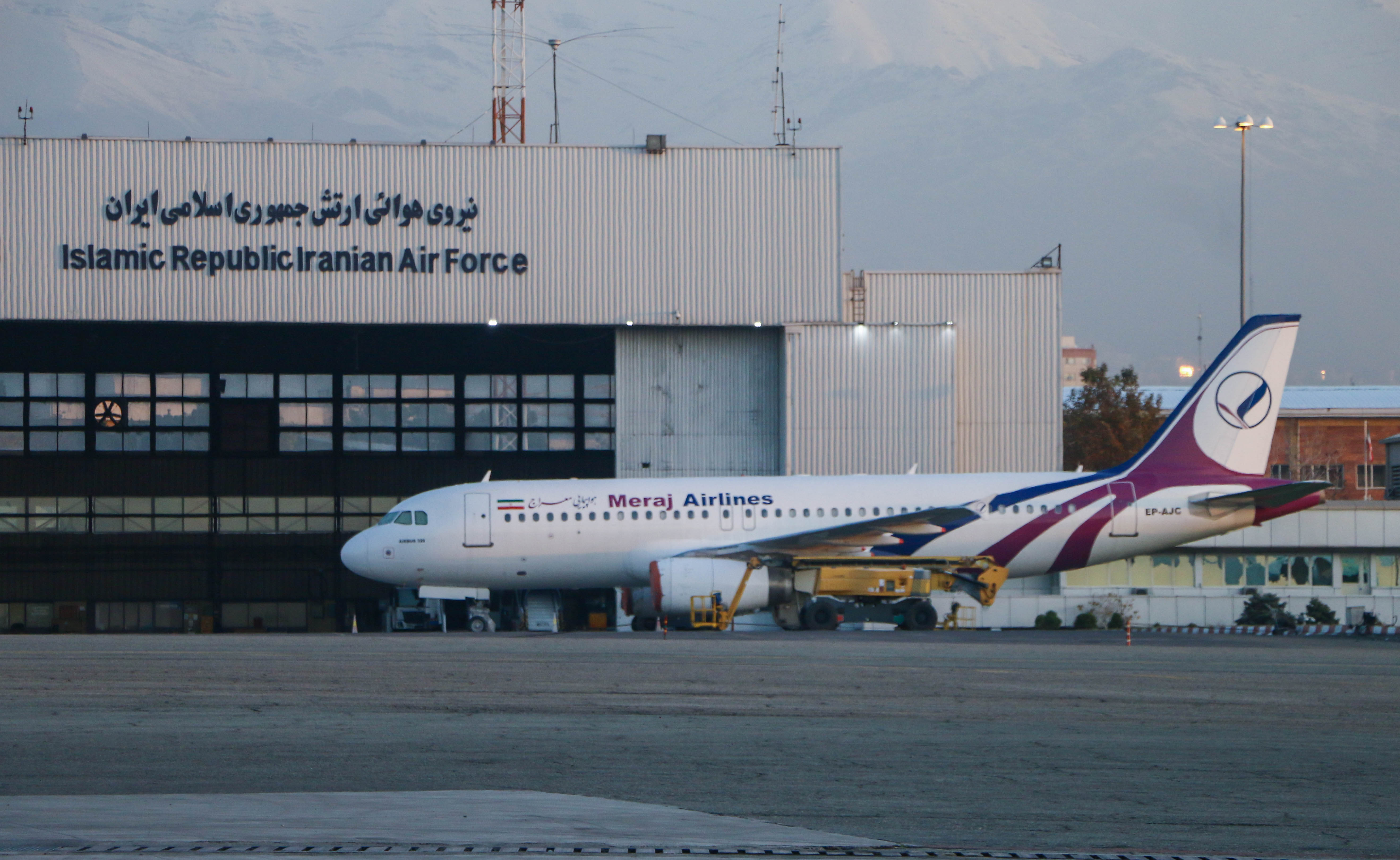
هواپیمای ایرباس آ-۳۲۰ متعلق به شرکت معراج در فرودگاه مهرآباد تهران

## مقصدهای پروازی
مقصدهای پروازی هواپیمایی معراج به شرح زیر است. همهٔ پروازهای بین‌المللی این شرکت با هواپیمای ایرباس آ۳۰۰ انجام می‌شوند اما برخی مواقع از هواپیماهای خانواده ایرباس ای۳۲۰ نیز استفاده می‌شود، با این حال، همهٔ پروازهای داخلی با خانواده ایرباس ای۳۲۰ انجام می‌شوند.
| نقشه‌های مقصدهای پروازی هواپیمایی معراج |
| --- |
| قطب شهر کانونی شهرهای کانونی برای مسیرهای وی‌آی‌پی مقصدهای همیشگی مقصدهای فصلی مسیرهای آتی |
| بندرعباسدزفولاصفهانجزیرهٔ کیشتبریزتهران-مهرآبادتهران-امام خمینیمشهدشیراز مقصدهای داخلی هواپیمایی معراج · وارناتفلیسمسکوسنت پترزبورگسوچیاستانبول-آتاتورکاستانبول-صبیحه گوکچنازمیراسپارتاآنکاراآنتالیاوینژنو مقصدهای هواپیمایی معراج در اروپا · تهران-امام خمینیمشهددهلیجیپوربغدادنجفبانگکوکبحریندوبیکویت مقصدهای هواپیمایی معراج در آسیا · |

| [Hub] | قطب شرکت هواپیمایی |
| [F]   | مسیرهای آتی        |
| [S]   | فصلی               |
| [T]   | مسیرهای متوقف‌شده   |

- مسیرهای آتی در سال ۲۰۱۶ میلادی شامل آنکارا، آنتالیا، بحرین و بانکوک خواهد بود.

## گواهینامه‌ها
این شرکت هوایی در سال ۱۳۹۲ موفق به کسب گواهینامه مدیریت تداوم صلاحیت پروازی شد. این گواهینامه به علت تدوین ساختارها و افزایش توانمندی در تعمیر و نگهداری اعطا گردید این گواهینامه برای اولین بار است که به یک شرکت هواپیمایی در ایران داده شده‌است.

## ناوگان
ناوگان هواپیمایی معراج به دو قسمت تشریفاتی و مسافری تقسیم می‌شود که ناوگان تشریفاتی این شرکت به صورت VIP در اختیار دولت می‌باشد و ناوگان مسافری به نقاط مختلف ایران پرواز دارد.

### ناوگان تشریفاتی
| هواپیما          | تعداد | صندلی |
| ---------------- | ----- | ----- |
| ایرباس ای۳۴۰-۳۰۰ | ۱     | VIP   |
| داسو فالکن ۲۰    | ۲     | VIP   |

ناوگان مسافربری

### ناوگان کنونی
| هواپیما          | تعداد | صندلی   | توضیحات                             |
| ایرباس ای۳۰۰-۶۰۰ | ۲     | ۲۶۶     | استفاده برای پروازهای طولانی        |
| ایرباس ای۳۲۱-۲۰۰ | ۲     | ۱۸۰     | استفاده برای پروازهای کوتاه و متوسط |
| ایرباس ای۳۲۰-۲۰۰ | ۳     | ۱۷۴–۱۸۰ | استفاده برای پرواز های کوتاه        |
| ایرباس ای۳۱۹-۱۰۰ | ۲     | ۱۳۱–۱۳۸ | خریداری شده از تهران‌ایر             |
| مجموع            | ۹     | --      |                                     |

### ناوگان پیشین
هواپیمایی معراج در گذشته از هواپیماهای زیر استفاده می کرده است.
| هواپیما          | بازنشستگی | توضیحات                    |
| ---------------- | --------- | -------------------------- |
| ایرباس ای۳۱۰-۳۰۰ | ۲۰۲۴      | اجاره شده از هواپیمایی آوا |

## عملکرد
طبق اعلام سازمان هواپیمایی کشوری، در سال ۱۳۹۳ این شرکت با میانگین زمان تأخیر ۷ دقیقه‌ای کمترین تأخیرات پروازی را در میان شرکت‌های هواپیمایی دیگر داشت.
در سال ۱۳۹۵ هواپیمایی معراج رکورد طولانی‌ترین پرواز ایرانی را با انجام پرواز هیئت دیپلماتیک جواد ظریف از سیدنی به تهران که به مدت ۱۷ ساعت بدون توقف و سوخت‌گیری انجام شد شکست.
البته دیگر نگهداری و مسئولیت ایرباس ای۳۴۰ و ایرباس ۳۲۱ دولت بر عهده آشیانه جمهوری اسلامی می‌باشد.

## حوادث
- ۲۱ اردیبهشت ۱۳۹۳، پرواز تبریز - مشهد، پس از برخاستن به دلیل نقص فنی مجبور به بازگشت و فرود اضطراری در تبریز شد.[۱۳]
- ۳۰ مرداد ۱۳۹۶، پرواز تهران - استانبول، پس از پرواز به دلیل نقص فنی در هواپیما پس‌از ۲ ساعت پرواز دوباره به تهران بازگشت پس از ۲ ساعت همان هواپیما اقدام به مسافرگیری نموده و دوباره به پرواز درآمد اما پس از دو ساعت پرواز دوباره در تهران به زمین نشست علت آن را دوباره نقص فنی اعلام نمودند سر انجام مسافران این پرواز در ساعت ۱۵ و ۳۰دقیقه روز بعد ۳۱ مرداد به وسیلهٔ هواپیمای شرکت قشم ایر به سمت استانبول پرواز کردند.[نیازمند منبع]